# دافينبورت (أوكلاهوما)
دافينبورت (بالإنجليزية: Davenport, Oklahoma)‏ هي بلدة أمريكية تقع في الولايات المتحدة في مقاطعة لينكون، أوكلاهوما. يقدر عدد سكانها بـ 881 نسمة ومساحتها 2.1 كم2 وترتفع عن سطح البحر 257 متر.

## التركيبة السكانية
حدّد مكتب تعداد الولايات المتحدة بيانات التركيبة السكانية لدافينبورت في تعداد الولايات المتحدة. في ما يلي، التركيبة السكانية حسب تعدادي 2000 و2010.

### تعداد عام 2000
بلغ عدد سكان دافينبورت 881 نسمة بحسب تعداد عام 2000، وبلغ عدد الأسر 353 أسرة وعدد العائلات 262 عائلة مقيمة في البلدة. في حين سجلت الكثافة السكانية 328.7 نسمة لكل كيلومتر مربع (851.3/ميل2). وبلغ عدد الوحدات السكنية 401 وحدة بمتوسط كثافة قدره 149.6 لكل كيلومتر مربع (387.5/ميل2).
وتوزع التركيب العرقي للبلدة بنسبة 85.24% من البيض و3.41% من الأمريكيين الأفارقة و6.81% من الأمريكيين الأصليين و0.11% من سكان جزر المحيط الهادئ و0.57% من الأعراق الأخرى و3.86% من عرقين مختلطين أو أكثر و1.36% من الهسبانيون أو اللاتينيون من أي عرق.
بلغ عدد الأسر 353 أسرة كانت نسبة 39.1% منها لديها أطفال تحت سن الثامنة عشر تعيش معهم، وبلغت نسبة الأزواج القاطنين مع بعضهم البعض 58.4% من أصل المجموع الكلي للأسر، ونسبة 10.2% من الأسر كان لديها معيلات من الإناث دون وجود شريك،  بينما كانت نسبة 5.7% من الأسر لديها معيلون من الذكور دون وجود شريكة وكانت نسبة 25.8% من غير العائلات. تألفت نسبة 22.7% من أصل جميع الأسر من عدة أفراد يعيشون في نفس المنزل ونسبة 10.8% كانت تتألف من شخص يعيش بمفرده يبلغ من العمر 65 عاماً أو أكثر. وبلغ متوسط حجم الأسرة المعيشية 2.50، أما متوسط حجم العائلات فبلغ 2.91.
بلغ العمر الوسطي للسكان 34.1 عاماً. وكانت نسبة 27.7% من القاطنين تحت سن الثامنة عشر، وكانت نسبة 9.3% بين الثامنة عشر والرابعة والعشرين عاماً، ونسبة 27.9% كانت واقعةً في الفئة العمرية ما بين الخامسة والعشرين والرابعة والأربعين عاماً، ونسبة 18.4% كانت ما بين الخامسة والأربعين والرابعة والستين، ونسبة 16.7% كانت ضمن فئة الخامسة والستين عاماً فما فوق. يوجد لكل 100 أنثى 89.9 ذكر، ويوجد لكل 100 أنثى في الثامنة عشر من عمرها فما فوق 85.2 ذكر.
بلغ متوسط دخل الأسرة في البلدة 24,205 دولارًا، أما متوسط دخل العائلة فبلغ 30,329 دولارًا. وكان متوسط دخل الذكور 25,972 دولارًا مقابل 19,091 دولارًا للإناث. وسجل دخل الفرد الخاص بالبلدة 12,438 دولارًا. وكانت نسبة 19.5% من العائلات ونسبة 23.9% من السكان تحت خط الفقر، وكان من هؤلاء نسبة 37% تحت سن الثامنة عشر ونسبة 13.5% في الخامسة والستين من العمر وما فوق.

### تعداد عام 2010
بلغ عدد سكان دافينبورت 814 نسمة بحسب تعداد عام 2010، وبلغ عدد الأسر 319 أسرة وعدد العائلات 218 عائلة مقيمة في البلدة. في حين سجلت الكثافة السكانية 303.7 نسمة لكل كيلومتر مربع (786.6/ميل2). وبلغ عدد الوحدات السكنية 380 وحدة بمتوسط كثافة قدره 141.8 لكل كيلومتر مربع (367.3/ميل2).
وتوزع التركيب العرقي للبلدة بنسبة 85.38% من البيض و1.97% من الأمريكيين الأفارقة و6.51% من الأمريكيين الأصليين و0.25% من الأمريكيين ذوي الأصول الآسيوية و0.12% من سكان جزر المحيط الهادئ و1.35% من الأعراق الأخرى و4.42% من عرقين مختلطين أو أكثر و4.79% من الهسبانيون أو اللاتينيون من أي عرق.
بلغ عدد الأسر 319 أسرة كانت نسبة 37.9% منها لديها أطفال تحت سن الثامنة عشر تعيش معهم، وبلغت نسبة الأزواج القاطنين مع بعضهم البعض 48.6% من أصل المجموع الكلي للأسر، ونسبة 14.1% من الأسر كان لديها معيلات من الإناث دون وجود شريك،  بينما كانت نسبة 5.6% من الأسر لديها معيلون من الذكور دون وجود شريكة وكانت نسبة 31.7% من غير العائلات. تألفت نسبة 28.2% من أصل جميع الأسر من عدة أفراد يعيشون في نفس المنزل ونسبة 11.3% كانت تتألف من شخص يعيش بمفرده يبلغ من العمر 65 عاماً أو أكثر. وبلغ متوسط حجم الأسرة المعيشية 2.55، أما متوسط حجم العائلات فبلغ 3.11.
بلغ العمر الوسطي للسكان 34.7 عاماً. وكانت نسبة 29.4% من القاطنين تحت سن الثامنة عشر، وكانت نسبة 8.4% بين الثامنة عشر والرابعة والعشرين عاماً، ونسبة 25.9% كانت واقعةً في الفئة العمرية ما بين الخامسة والعشرين والرابعة والأربعين عاماً، ونسبة 23.1% كانت ما بين الخامسة والأربعين والرابعة والستين، ونسبة 13.3% كانت ضمن فئة الخامسة والستين عاماً فما فوق. وتوزع التركيب الجنسي للسكان بنسبة 48.8% ذكور و51.2% إناث.